# Bill Pankow
Bill Pankow (* 1952 in New York City) ist ein US-amerikanischer Filmeditor. Er begann seine Tätigkeit im Bereich Filmschnitt als Assistent Ende der 1970er Jahre. Seit den 1980er Jahren ist er als eigenständiger Editor aktiv. Bis 2015 war er an mehr als 45 Film- und Fernsehproduktionen beteiligt. Mehrfach war er an Filmen von Brian De Palma beteiligt.
2001 wurde er für seine Arbeit an der Serie The Corner für einen Eddie Award nominiert. 2009 folgte eine César-Nominierung.

## Filmografie (Auswahl)
- 1983: An einem Morgen im Mai (Without a Trace)
- 1984: Der Tod kommt zweimal (Body Double)
- 1987: The Untouchables – Die Unbestechlichen (The Untouchables)
- 1989: Die Verdammten des Krieges (Casualties of War)
- 1989: Pfui Teufel – Daddy ist ein Kannibale (Parents)
- 1990: Fegefeuer der Eitelkeiten (The Bonfire of the Vanities)
- 1993: Carlito’s Way
- 1995: Let It Be Me
- 1995: Money Train
- 1996: Das Begräbnis (The Funeral)
- 1996: Maximum Risk
- 1997: Double Team
- 1998: Spiel auf Zeit (Snake Eyes)
- 2000: Mit aller Härte (Once in the Life)
- 2002: Femme Fatale
- 2005: Das Ende – Assault on Precinct 13 (Assault on Precinct 13)
- 2006: The Black Dahlia
- 2007: Redacted
- 2010: Briefe an Julia (Letters to Juliet)
- 2011: Trespass
- 2013: The East
- 2014: Let’s be Cops – Die Party Bullen (Let’s Be Cops)
- 2015: Max
- 2015: American Ultra
- 2017: Begabt – Die Gleichung eines Lebens (Gifted)
- 2019: Domino – A Story of Revenge (Domino)